# Bishop Thornton
Bishop Thornton är en by i Bishop Thornton, Shaw Mills and Warsill civil parish i North Yorkshire, England. Byn är belägen 10 km från Ripon. Byn nämndes i Domedagsboken (Domesday Book) år 1086, och kallades då Torentone/Torentune.